# Deutscher Soldatenfriedhof Pont-de-Nieppe
Het Deutscher Soldatenfriedhof Pont-de-Nieppe is een militaire begraafplaats in de Franse gemeente Niepkerke. Er rusten 790 Duitse soldaten die sneuvelden in de Eerste Wereldoorlog, waarvan 21 onbekend bleven. De begraafplaats ligt in de wijk Pont-de-Nieppe, in het oosten van de gemeente. De begraafplaats bevindt zich net naast de gemeentelijke begraafplaats van Pont-de-Nieppe. Metalen kruisen tonen de graven en namen van de gesneuvelden. Het is een begraafplaats van de Volksbund Deutsche Kriegsgräberfürsorge.
Niepkerke lag tijdens de oorlog nabij het Westfront en bleef het grootste deel van de oorlog in geallieerde handen. De Britse medische eenheden begroeven hun gesneuvelden op de gemeentelijke begraafplaats van Pont-de-Nieppe. Bij het Duitse lenteoffensief van april 1918 kwam het gebied in Duitse handen. Ook zij namen de gemeentelijke begraafplaats in gebruik voor het begraven van hun soldaten die in die periode in de omgeving van Armentières sneuvelden. In september 1918 werd Niepkerke door de Britse 29th Division bevrijd.
Vanaf 1920 legde de Franse militaire overheid de afzonderlijke Duitse begraafplaats aan, waarnaar de Duitse graven werden overgebracht. Naast de gesneuvelden uit 1918 rusten hier ook drie Duitsers die omkwamen in krijgsgevangenschap in 1914.